# Friedrich von Amerling
Friedrich von Amerling (Vienna, 14 aprile 1803 – 14 gennaio 1887) è stato un pittore austriaco.
Ritrattista, fu pittore di corte di Francesco Giuseppe d'Austria dal 1835 al 1880. È considerato, con Ferdinand Georg Waldmüller, il più grande ritrattista austriaco del XIX secolo.

## Biografia
Friedrich von Amerling fu figlio dell'orafo Franz Amerling e di Theresia Kargl.

Dal 1815 al 1824 frequentò l'Accademia di belle arti di Vienna e successivamente l'Accademia a Praga, fino al 1826. Tra il 1827 e il 1828 soggiornò quindi a Londra, dove venne influenzato dal ritrattista Sir Thomas Lawrence. Successivamente visitò Parigi e Roma, per fare ritorno a Vienna, dove iniziò a lavorare per la corte e per le classi aristocratica e media austriache.
Nel 1829 fu insignito del premio Reichel dall'Accademia di Vienna, primo di una lunga serie di onori che lo accompagnarono per tutta la vita.
Amerling non smise mai di viaggiare: il 1836 e il 1838 si recò in Italia, il 1838 in Olanda, il 1839 a Monaco e dal 1840 al 1843 soggiornò a Roma. Nel 1882 fu la volta della Spagna, nel 1883 dell'Inghilterra, nel 1884 della Grecia e nel 1885 visitò la Scandinavia, dove si spinse fino a Capo Nord. Nel 1886, un anno prima di morire, raggiunse l'Egitto e la Palestina.
Amerling si sposò quattro volte. Il primo matrimonio fu celebrato il 1832 con Antonie Kaltenthaler e si concluse nel 1843 per la morte di lei. Il secondo, con Katharina Heissler, fu breve (1844–45) e terminò con un divorzio. Il terzo con Emilie Heinrich durò dal 1857 al 1880, fino alla morte di lei. Il quarto e ultimo matrimonio (1881-1887) lo unì a Maria Nemetschkefu, fino alla fine dei suoi giorni.
Nel 1878 Amerling fu elevato alla nobiltà e da questo momento fu chiamato Friedrich Ritter von Amerling.